# Tratado de Lisboa (1864)
O Tratado de Lisboa (ou Tratado dos Limites de Lisboa, além de Tratado de Tomás) foi um tratado firmado entre as duas monarquias da Península Ibérica em 29 de Setembro de 1864, pelo qual se fixaram definitivamente, em parte, as fronteiras ainda hoje vigentes entre Portugal e Espanha, desde a foz do Rio Minho até à confluência da Ribeira do Caia com o Rio Guadiana (os marcos fronteiriços daí até à foz do Odiana ficaram por assinalar neste primeiro Tratados dos Limites, em virtude de Portugal não reconhecer a ocupação espanhola do município de Olivença; de resto, os restantes marcos da fronteira só foram demarcados por um novo Tratado dos Limites, em 1926, desde a confluência da Ribeira de Cuncos com o Rio Guadiana até à foz deste rio, deixando por delimitar a área fronteiriça em torno de Olivença).
Pelo Tratado de Lisboa, desaparecia o chamado Couto Misto (uma pequena área de 27 km², ao norte de Chaves, que englobava as aldeias de Santiago, Rubiás e Meaus), uma região de soberania indefinida, relativamente desligada da autoridade central de ambos os países, e sobre a qual, por isso mesmo, ambos os Estados reclamavam soberania), doravante integrado em Espanha (nos concelhos de Calvos de Randín e Baltar); por seu turno, a Espanha cedia a Portugal os chamados Povos Promíscuos de Soutelinho da Raia, Cambedo (Vilarelho da Raia) e Lama de Arcos (aldeias que se haviam desenvolvido precisamente no local atravessado pela linha de fronteira, gerando assim conflitos com as autoridades aduaneiras dos dois países).
O tratado foi ratificado por Espanha e Portugal no ano seguinte. O documento foi solenemente formalizado em Santiago de Compostela em 23 de Junho de 1868, tendo-se iniciado a vigência do tratado em 5 de Novembro do mesmo ano.

## Artigos do Tratado
Artigo 1.º –
Fronteira entre a foz do rio Minho e a confluência do rio Trancoso ou Barjas
Artigo 2.º –
Fronteira entre a confluência do rio Trancoso ou Barjas e a Portela do Pau
Artigo 3.º –
Fronteira entre a Portela do Pau e o rio Castro
Artigo 4.º –
Fronteira entre o rio Castro e a Cruz dos Touros
Artigo 5.º –
Fronteira entre a Cruz dos Touros e o Marco do Pisco
Artigo 6.º –
Fronteira entre o Marco do Pisco e as Pedras de Malrandín
Artigo 7.º –
Fronteira entre as Pedras de Malrandín e o Porto de Bancelos
Artigo 8.º –
Fronteira entre o Porto de Bancelos e o Outeiro de Maria Sacra
Artigo 9.º –
Fronteira entre o Outeiro de Maria Sacra e a Ponte de Assureira
Artigo 10.º –
Fronteira entre a Ponte de Assureira e o Vale de Ladera
Artigo 11.º –
Fronteira entre o Vale de Ladera e o Outeiro de Castelo Ancho
Artigo 12.º –
Fronteira entre a Outeiro de Castelo Ancho e a Cabeça de Peixe
Artigo 13.º –
Fronteira entre a Cabeça de Peixe e o Portelo do Cerro de Esculqueira
Artigo 14.º –
Fronteira entre o Portelo do Cerro de Esculqueira e o Penedo dos Três Reinos
Artigo 15.º –
Fronteira entre o Penedo dos Três Reinos e a Penha da Formiga
Artigo 16.º –
Fronteira entre a Penha da Formiga e o Poço da Olha
Artigo 17.º –
Fronteira entre o Poço da Olha e as Três Marras
Artigo 18.º –
Fronteira entre as Três Marras e o Moinho da Nave Cerdeira
Artigo 19.º –
Fronteira entre o Moinho da Nave Cerdeira e o Barrocal das Andorinhas
Artigo 20.º –
Fronteira entre o Barrocal das Andorinhas e a Gingeira ou Curral das Colmeias
Artigo 21.º –
Fronteira entre a Gingeira e o Pego da Negra
Artigo 22.º –
Fronteira entre o Pego da Negra e o Marco de Badajoz
Artigo 23.º –
Fronteira entre o Marco de Badajoz e a confluência do rio Caia com o rio Guadiana
Artigo 24.º –
sobre a colocação dos marcos da fronteira
Artigo 25.º –
sobre a permanência dos marcos
Artigo 26.º –
sobre a Ilha Canosa no rio Minho
Artigo 27.º –
sobre a nacionalidade dos habitantes dos povos promíscuos e do Couto Misto
Artigo 28.º –
sobre o uso dos cursos de água, caminhos e fontes comuns
Artigo 29.º –
sobre as apreensões de gados
Artigo 30.º –
sobre a prevalência em relação a outros actos
Artigo 31.º –
sobre a ratificação pelos soberanos dos dois países

## Anexos
Anexo I –
Regulamento relativo aos rios limítrofes entre ambas as nações
Anexo II –
Regulamento sobre apreensões de gados